# Trivia cylindrica
Trivia cylindrica là một loài ốc biển nhỏ, là động vật thân mềm chân bụng sống ở biển trong họ Triviidae.